# Otori Keisuke

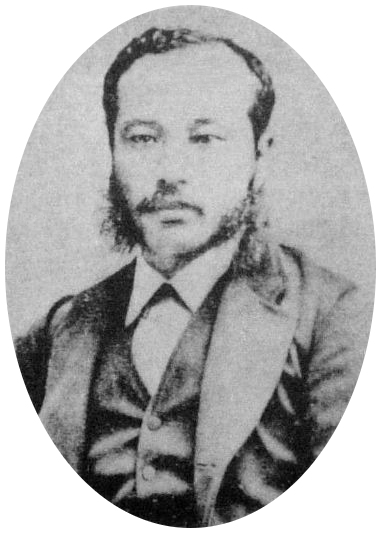
Otori Keisuke(1833-1911)

Otori Keisuke (大鳥 圭介, Ōtori Keisuke - 14 de abril de 1833 — 15 de junho de 1911) foi um comandante militar japonês durante os últimos anos do Xogunato Tokugawa e o início da Era Meiji. 